# MyAnna Buring
MyAnna Buring (suedeză: [ˌmʏˈanˈna ˈbʉːˈrɪŋ]; născută Anna Margaretha My Rantapää; n. 22 septembrie 1979, Sundsvall, Comitatul Västernorrland, Suedia) este o actriță suedeză, cunoscută pentru rolurile din The Descent, The Twilight Saga: Breaking Dawn – Part 1 and Part 2, și Ripper Street.

## Biografie
Buring s-a născut la 22 septembrie 1979, în Sundsvall, Suedia, ca Anna Margaretha My Rantapää, dar a crescut în Orientul Mijlociu. 
A făcut școala la Academia Britano-Americană din Muscat, Oman, împreună cu prietenul ei din copilărie Stegath Dorr, actor și producător de filme de groază.
Când a împlinit 16 ani, s-a mutat în Marea Brianie și a absolvit London Academy of Music and Dramatic Art în 2004. Ea este director-asociat la MahWaff Theatre Company.

## Carieră

### Televiziune
În 2006, Buring a jucat în episodul The Impossible Planet al serialului Doctor Who.  Personajul ei, Scooti, a pierit în spațiu; scenele în care corpul ei plutește către o gaură neagră au fost filmate într-un submarin, la Pinewood Studios din Buckinghamshire.
Tot în 2006, Buring a jucat în rolul Oliviei într-o producție bazată pe piesa lui Shakespeare A douăsprezecea noapte, împreună cu Sara Weymouth și David Gwillim, și a apărut într-o piesă nouă, Seduced, de Michael Kingsbury la Teatrul Finborough din Londra. În 2008, Buring a jucat rolul lui Alice în filmul independent Credo.
Buring a jucat și ca Debbie în Much Ado About Nothing (BBC One), Midsomer Murders (ITV), Casualty (BBC One) și Murder Prevention (Channel 5). Pentru MahWaff Theatre Company, ea a jucat în Guardians, Monologue For An Ensemble și An Inspector Calls.
Buring a jucat și un rol de activistă CND a păcii și al studentei Adriana Doyle în sezonul trei, episodul 2, din serialul Inspector George Gently, care a fost difuzat în Regatul Unit pe BBC One în octombrie 2010.
În 2012, Buring a avut roluri importante în serialele dramatice BBC Blackout și Ripper Street. Ea s-a alăturat și distribuției Downton Abbey, jucând rolul menajerei Edna Braithwaite în ediția specială de Crăciun 2012.
În decembrie 2012, MyAnna a avut rolul lui Karen Clarke, o femeie care este chinuită de trecutul ei, în drama The Poison Tree, difuzată de ITV1.

### Filme
În primul ei film, Buring a jucat rolul principal în filmul horror din 2005 The Descent, al lui Neil Marshall. Personajul ei, Sam, a fost unul dintre multele care s-au aventurat în rețeaua de peșteri. Buring a jucat și în continuarea filmului, The Descent Part 2, sub formă de flashback-uri.
Ea a jucat și în filmul Doomsday (2008), regizor fiind tot Neil Marshall.
În 2009, Buring a jucat rolul protagonistei în filmul Lesbian Vampire Killers, alături de James Corden și Mathew Horne, lansat în cinematografele din Regatul Unit pe 20 martie 2009.
În mai 2010, ea a jucat rolul lui Jozefa în Witchville, pentru SyFy în SUA împreună cu Sarah Douglas.
Buring a jucat rolul Tanyei din Clanul Denali în The Twilight Saga: Breaking Dawn Partea 1 și Partea a 2-a.
În 2011, Buring a jucat în filmul de groază Kill List, în care a jucat rolul soției protagonistului.

## Filmografie
| An        | Titlu                                     | Rol                  | Note                                                   |
| --------- | ----------------------------------------- | -------------------- | ------------------------------------------------------ |
| 2004      | Murder Prevention                         | Michelle Wynne       | Episodul "Last Man Out: Part 1"                        |
| 2004      | Casualty                                  | Kirsty Morrison      | Episodul "Past Imperfect"                              |
| 2005      | The Descent                               | Sam                  |                                                        |
| 2006      | Doctor Who                                | Scooti Manista       | Episodul "The Impossible Planet"                       |
| 2006      | The Omen                                  | Tabloid Reporter #2  |                                                        |
| 2007      | Grindhouse                                | Featured Woman       | Segmentul "Don't"                                      |
| 2007      | English Language (with English Subtitles) | Esther               |                                                        |
| 2007      | The Bill                                  | Kim Heyes            | Episodul "Stealth Attack"                              |
| 2008      | Doomsday                                  | Cally                |                                                        |
| 2008      | Midsomer Murders                          | Mandy                | Episodul "Midsomer Life"                               |
| 2008      | Freakdog                                  | Shelby               |                                                        |
| 2008      | The Wrong Door                            | Variate              | 5 episoade                                             |
| 2008      | Credo                                     | Alice                |                                                        |
| 2009      | The Road to Vengeance                     |                      |                                                        |
| 2009      | Lesbian Vampire Killers                   | Lotte                |                                                        |
| 2009      | City Rats                                 | Sammy                |                                                        |
| 2009      | The Descent Part 2                        | Sam                  |                                                        |
| 2010      | Comedy Lab                                | Inga                 | Episodul "Filth"                                       |
| 2010      | Witchville                                | Jozefa               |                                                        |
| 2010      | Devil's Playground                        | Angela               |                                                        |
| 2010      | Half Hearted                              | Lauren               |                                                        |
| 2010      | Inspector George Gently                   | Adriana Doyle        | Episodul "Peace & Love"                                |
| 2010      | Any Human Heart                           | Ingeborg             | 1 episod                                               |
| 2011      | Au Revoir Monkeys                         | Anna                 |                                                        |
| 2011      | Super Eruption                            | Claire               |                                                        |
| 2011      | Way of the Morris                         | Will-O'-Wisps (voce) |                                                        |
| 2011      | Kill List                                 | Shel                 |                                                        |
| 2011      | The Twilight Saga: Breaking Dawn Part 1   | Tanya                |                                                        |
| 2012      | White Heat                                | Lilly                | 6 episoade                                             |
| 2012      | The Twilight Saga: Breaking Dawn Part 2   | Tanya                |                                                        |
| 2012      | Blackout                                  | Sylvie               | Dramă în trei părți                                    |
| 2012–2013 | Downton Abbey                             | Edna Braithwaite     | Sezonul 4                                              |
| 2012      | The Poison Tree                           | Karen Clarke         | Dramă în două părți                                    |
| 2012-2014 | Ripper Street                             | Long Susan           | Serial TV                                              |
| 2013      | Agatha Christie's Marple                  | Lucky Dyson          | Episodul A Caribbean Mystery                           |
| 2013      | Crossing Lines                            | Anika                | Episoadele "The Animals" și "Desperation & Desperados" |
| 2014      | "The Great War: The People's Story"       | Dorothy Lawrence     |                                                        |
| 2015      | Banished                                  | Elizabeth Quinn      |                                                        |
| 2015      | Hot Property                              | Melody Munro         |                                                        |
| 2016      | The Comedian's Guide to Survival          | Nell                 |                                                        |

### Jocuri video
| An   | Titlu                                     | Rol            | Note  |
| ---- | ----------------------------------------- | -------------- | ----- |
| 2016 | The Witcher 3: Wild Hunt – Blood and Wine | Anna Henrietta | Vocea |